# گرنزی (نژاد گاو)
گرنزی (انگلیسی: Guernsey cattle) یکی از نژادهای گاو شیری است که اصالت آن به منطقه گرنزی در جزایر مانش برمی‌گردد. رنگ گاوهای این نژاد حنایی یا قرمز و سفید است. شیر این گاوها طعم خوبی دارد و دارای میزان زیادی چربی و پروتئین است، همچنین رنگ شیر بسته به میزان بتاکاروتن در آن‌ها، از زرد تا طلایی متغیر است. گرنزی یکی از سه نژاد گاو در جزایر مانش است، دو نژاد دیگر جرزی و آلدرنی نام دارند. نژاد آلدرنی هم‌اکنون منقرض شده است.